# Baia di Ryder
La baia di Ryder è una baia larga circa 11 km e profonda 7, situata sulla costa sud-orientale dell'isola Adelaide davanti alla costa di Loubet, sulla costa occidentale della Terra di Graham, in Antartide. All'interno della baia si trovano diverse isole, tra cui l'isola Léonie e l'isola Donnelly, mentre al suo interno si riversano molti ghiacciai, come il Turner, l'Horton, l'Hurley e lo Sheldon. All'estremità settentrionale della bocca della baia si trovata punta Rothera, dove è stata costruita l'omonima stazione di ricerca britannica, dotata anche di una piccola pista di atterraggio.

Sia la zona di punta Rothera che le isole Lèonia, un piccolo arcipelago che prende il nome dalla più grande delle isole che lo compongono, fanno parte della Ryder Bay Important Bird Area, ossia un'area considerata, secondo criteri definiti a livello internazionale, un'area importante per uccelli e biodiversità.

## Storia
La baia di Ryder fu scoperta e mappata nel 1909 durante la seconda spedizione antartica comandata dal francese Jean-Baptiste Charcot, svoltasi dal 1908 al 1910. Essa è stata poi mappata più dettagliatamente dopo una ricognizione fatta nel 1936 dalla spedizione britannica nella Terra di Graham, svoltasi dal 1934 al 1937 e comandata da John Rymill, e poi dopo altre ricognizioni effettuate tra il 1948 e il 1950 da parte del British Antarctic Survey, al tempo ancora chiamato Falkland Islands Dependencies Survey. La baia è stata così battezzata in onore di Lisle C. D. Ryder, secondo ufficiale della Penola, la nave utilizzata durante la sopraccitata spedizione di Rymill.